# Le Trésor du Mahury
Le Trésor du Mahury est le cinquième tome de la série de bande dessinée L'Épervier.

## Synopsis
Île de Cayenne, janvier 1742. Le temps est compté pour l’Épervier. Accusé du meurtre du comte de Kermellec, il bénéficie d’un court sursis pour rassembler les preuves de son innocence. C’est à bord de la Méduse, son propre navire, dont le marquis de la Motte l’a dépouillé, qu’il a l’espoir de les trouver. La frégate mouille à l’embouchure du Mahury. À son bord, l’agitation est extrême. Tout porte à croire, en effet, qu’un trésor repose au fond, à quelques dizaines de mètres sous la coque. L’Épervier n’en a cure. Ce qui lui importe, c’est de prouver son innocence et de récupérer son bien. Dès lors, il met en place le plus ingénieux des plans. Mais aussi le plus risqué. Malheureusement, les mésaventures antérieures inculpant l’Epervier sont arrivées aux oreilles de la puissance locale qui l’arrête et l’incarcère. Mais c’est mal connaître ce dernier qui, assisté par ses amis et couvert par l’autorité suprême des Jésuites, s’enfuit. 

## Personnages
- Yann de Kermeur
- la comtesse Agnès de Kermellec et sa camériste Perrine
- Hervé de Villeneuve : cousin d'Agnès
- Marquis de la Motte de Kerdu
- Marion : prostituée, amoureuse de Yann
- Cha-Ka : indien, frère de sang de Yann
- Main de fer : homme de l’Épervier
- Jésuites
- Asani : esclave noir maltraité par son maître, il est racheté par Yann qui lui offre la liberté.

## Lieux
- Cayenne